# Olympic Tower
L'Olympic Tower est un gratte-ciel de New York. Il a été construit de 1972 à 1976 et mesure 190 mètres pour cinquante-et-un étages. Il abrite le siège de la National Basketball Association (NBA).
Le créateur de mode Roy Halston Frowick y avait son studio et son showroom au 21ème étage